# فرودگاه نامروله
فرودگاه نامروله (به انگلیسی: Namrole Airport) یک فرودگاه همگانی با کد یاتا NRE است که یک باند فرود خاک دارد. این فرودگاه در کشور اندونزی قرار دارد.